# Эндрю, Сидней
Сидней Перси Смит Эндрю (англ. Sydney Percy Smith Andrew; 16 мая 1926 — 2 ноября 2011) — промышленный химик-инженер. Внёс серьёзный вклад в изучение катализа и массообмена в химических реакциях, предложил простой метод измерения коэффициентов газовой диффузии.
Профессор кафедры химического машиностроения Лидского университета (1967), Член Лондонского Королевского общества (1976), стипендиат Королевской инженерной академии (1977), глава исследовательского комитета Института инженеров-химиков (1977), приглашенный профессор Университета Бата (1988).

## Биография
Сидней Перси Смит Эндрю родился 16 мая 1926 года в Западном Хартлпуле (графство Дарем) в семье Гарольда К. Эндрю и Кэтлин М. Эндрю. В возрасте пяти лет Сид Эндрю поступил в школу Rosebank School в Хартлпуле, в четырнадцать лет перешёл в Барнард-Касл. После окончания школы в 1941 году он хотел стать помощником адвоката, но из-за Второй мировой войны пришлось отказаться от этой идеи.
В 1943 году Эндрю поступил в Королевский колледж, Ньюкасл, входивший тогда в состав Даремского университета, где получал государственную стипендию. В то время государственная стипендия присуждалась студентам, которые в будущем смогли бы заниматься военными разработками. Возможно, поэтому в 1944 году Сид перешел с гражданского на машиностроительный факультет и полтора года проработал в инженерной компании Richardson & Westgarth в Хартлпуле. После этого он вернулся в колледж, и в 1947 году с отличием окончил бакалавриат по машиностроению.
В 1948 году Сид поступил в Тринити-Холл, Кембридж, который окончил с отличием в 1950.

### Научные исследования и карьера

#### Начало карьеры в ICI
После Кембриджа, в 1950 году Сидней Эндрю устроился на работу в компанию ICI в Бирмингеме, где проработал всю свою карьеру. Он сразу возглавил свою первую исследовательскую группу, которая занималась изучением массообмена в химических реакциях.

В 1950 г. я обнаружил, что данная область находится в почти девственном состоянии. Гидродинамика была слишком сложной для химиков, а химическая кинетика слишком сложной для гидродинамиков, поэтому в течение трех лет я культивировал её, пока меня не перевели в отдел производства для изучения менеджмента.
— Сидней Перси Смит Эндрю
Получение синтез-газа для производства синтетического аммиака по процессу Габера было ключевой частью завода в Бирмингеме. На момент начала работы Эндрю в ICI синтез-газ получали газификацией угля. Этот процесс был сложным в эксплуатации и обслуживании. В 1953 году перед Эндрю поставили задачу — восстановить двадцать одну установку для получения синтез-газа. После детального изучения существующей системы планирования он пришёл к выводу, что необходимо что-то новое. Основываясь на своих знаниях, он разработал новую систему планирования работы, которая намного опередила своё время. Его разработка стала основой для широко используемого «метода планирования критического пути».

#### Вклад в исследования массообмена в химических реакциях
В период с 1954 по 1960 год Эндрю преимущественно занимался исследованиями в области химической технологии, изучал поверхностные явления и проектировал химические реакторы. Его ранние работы были связаны с абсорбцией CO2 в водном растворе аммиака.
Компания ICI проявляла большой интерес к удобрениям, и аммиачная селитра была важным продуктом, для производства которого требовался не только аммиак, но и азотная кислота. В 1955 году Эндрю предложил простой метод измерения коэффициентов газовой диффузии. Затем принялся за изучение абсорбции оксидов азота в воде, разработал лабораторный газожидкостный реактор. Также он работал над масштабированием дистилляционных и абсорбционных колонн, его наработки затем были использованы для изучения массообмена другими учёными.
Позже он также занимался наукой о противопенных агентах, что важно для систем поглощения CO2.

#### Вклад в исследования катализа
Сидней Эндрю внес значительный вклад в науку и практику катализа. Поскольку компания ICI имела заводы по производству аммиака, где синтез-газ получали газификацией угля, что было финансово- и энергозатратно, в 1960 году Эндрю возглавил секцию проектирования технологических процессов в техническом отделе подразделения ICI в Бирмингеме и помогал разрабатывать реактор, использующий не уголь, а нафту.
Были модифицированы сотни заводов по всей Великобритании. Они стали значительно меньше загрязнять окружающую среду, а расходы на обслуживание снизились. По итогам работы Эндрю подготовил новаторскую статью о связи между составом катализатора и его эффективностью.
Позже он занимался разработкой катализатора на основе недрагоценных металлов для удаления оксидов азота из выхлопных газов, исследовал механизм образования катализатора для синтеза аммиака, разрабатывал модели спекания керамики для проектирования катализаторов.

#### Выход на пенсию и поздние работы
Благодаря С. Эндрю ICI внесла вклад в изучение влияния удобрений на рост растений. В 1988 году он вышел на пенсию и стал консультантом компании ICI Tioxide, где он работал над улучшением технологии получения белил.

## Личная жизнь
Большую часть своей трудовой жизни С. Эндрю прожил с матерью в Западном Хартлпуле. После смерти матери, он в 1986 году вступил в счастливый брак с Рут Харрисон Кеньон. Эндрю и Рут объединял интерес к антиквариату. Они были большими коллекционерами, регулярно посещали распродажи и аукционы на Северо-Востоке и в Лондоне.
Сидней Эндрю отличался бережливостью и экономностью. Единственным его пристрастием были книги, большинство из которых он покупал в секонд-хенде. В итоге он собрал большую коллекцию, около 50 000 томов самой разной направленности. Его он как то сказал: «Я не знаю, что делать с моими деньгами, они просто накапливаются».
С. Эндрю оставил после себя щедрые пожертвования: более 3 млн евро, которые были поделены поровну между Лондонским Королевским обществом, Обществом химической промышленности и Институтом инженеров-химиков. Особыми темами этих завещаний были связь между академическими сообществами и промышленными практиками, а также «пренебрегаемая» наука — те области науки, которые, хотя и имеют важное значение для сельского хозяйства и химической промышленности, не получают достаточного внимания со стороны комитетов по грантам на научные исследования.

## Почести и награды
В 1967 Сидней Эндрю был назначен промышленным профессором кафедры химического машиностроения Лидского университета.
В 1976 Сидней был избран членом Королевского общества.
В 1977 Сидней стал стипендиатом Королевской инженерной академии и, в течение многих лет он возглавлял исследовательский комитет Института инженеров-химиков.
После выхода на пенсию из ICI в 1988 году он стал приглашённым профессором Университета Бата.